# Pekpinne

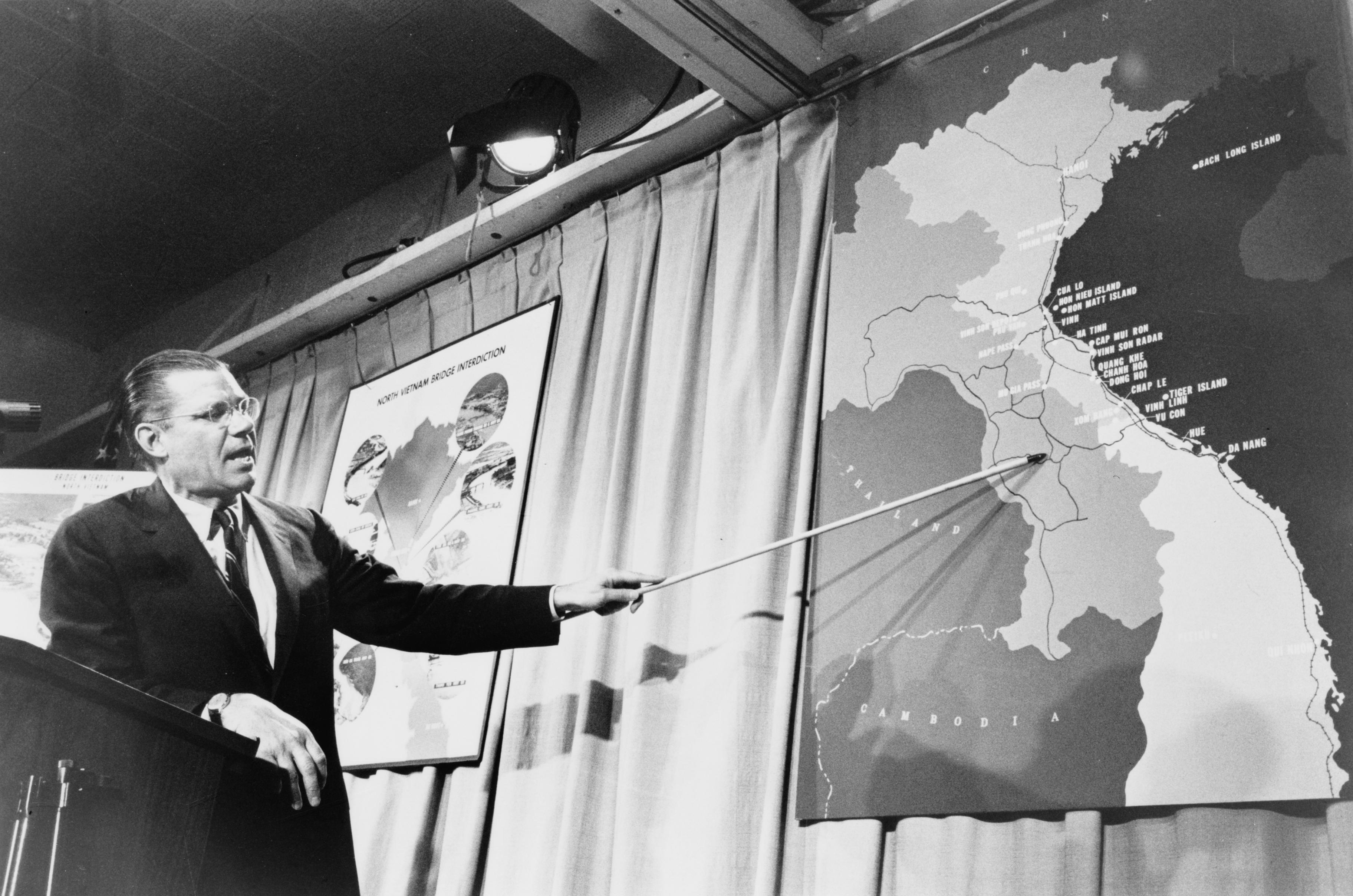
Robert McNamara pekar på Vietnam-karta med en pekpinne.

En pekpinne är ett redskap som används som en förlängd arm, för att peka under föreläsningar och presentationer. Äldre pekpinnar är ofta tillverkade av trä, medan nyare generellt sett består av plast. Numera ersätts pekpinnar delvis med laserpekare.
Pekpinnar har varit ett vanligt verktyg i skolundervisning. Förr förekom det att den användes till skolaga.[källa behövs] Pekpinne är också en metafor för förmaning.
TV-meteorologer brukade använda pekpinne för att påvisa detaljer och rörelser på väderkartor, men under senare decennier har det blivit allt vanligare att de enbart använder handen och att väderkartorna animeras.